# Вајден (Биркенфелд)
Вајден (њем. Weiden) општина је у њемачкој савезној држави Рајна-Палатинат. Једно је од 96 општинских средишта округа Биркенфелд. Према процјени из 2010. у општини је живјело 87 становника. Посједује регионалну шифру (AGS) 7134091.

## Географски и демографски подаци
Вајден се налази у савезној држави Рајна-Палатинат у округу Биркенфелд, на надморској висини од 380 метара. Површина општине износи 2,6 km². У самој општини је, према процјени из 2010. године, живјело 87 становника. Просјечна густина становништва износи 33 становника/km².